# Saint-Maixant (Creuse)
Saint-Maixant è un comune francese di 232 abitanti situato nel dipartimento della Creuse nella regione della Nuova Aquitania.

## Società

### Evoluzione demografica
Abitanti censiti